# Урочище Олексюки
Уро́чище Олексюки́ — ботанічний заказник місцевого значення в Україні. 
Розташований у Кременецькому району Тернопільської області, на північний захід від Хотівка, в межах лісового урочища «Олексюки».  
Площа 54 га. Статус присвоєно відповідно до рішення виконкому Тернопільської обласної ради № 360 від 22 липня 1977 року. Перебуває у віданні ДП «Кременецьлісгосп» (Кременецьке лісництво, кв. 8). 
Під охороною — ділянка розрідженого соснового лісу, де зростають зозулині черевички, гніздівка звичайна, любка дволиста, булатка великоквіткова, лілія лісова, молочай волинський (занесені до Червоної книги України) та інші регіональні рідкісні види флори.